# Чаффи (округ)
Чаффи, также Че́йффи (англ. Chaffee County) — округ в штате Колорадо, США. Официально образован в 1879 году. По состоянию на 2010 год, численность населения составляла 17 809 человек.

## География
По данным Бюро переписи США, общая площадь округа равняется 2 628,853 км2, из которых 2 623,673 км2 суша и 4,144 км2 или 0,200 % это водоёмы.

## Население
По данным переписи населения 2000 года в округе проживает 16 242 жителей в составе 6 584 домашних хозяйств и 4 365 семей. Плотность населения составляет 6,00 человек на км2. На территории округа насчитывается 8 392 жилых строений, при плотности застройки около 3,00-х строений на км2. Расовый состав населения: белые — 90,94 %, афроамериканцы — 1,58 %, коренные американцы (индейцы) — 1,09 %, азиаты — 0,44 %, гавайцы — 0,05 %, представители других рас — 4,21 %, представители двух или более рас — 1,69 %. Испаноязычные составляли 8,58 % населения независимо от расы.
В составе 25,20 % из общего числа домашних хозяйств проживают дети в возрасте до 18 лет, 56,70 % домашних хозяйств представляют собой супружеские пары проживающие вместе, 6,80 % домашних хозяйств представляют собой одиноких женщин без супруга, 33,70 % домашних хозяйств не имеют отношения к семьям, 28,40 % домашних хозяйств состоят из одного человека, 11,20 % домашних хозяйств состоят из престарелых (65 лет и старше), проживающих в одиночестве. Средний размер домашнего хозяйства составляет 2,26 человека, и средний размер семьи 2,77 человека.
Возрастной состав округа: 19,70 % моложе 18 лет, 7,70 % от 18 до 24, 28,00 % от 25 до 44, 27,50 % от 45 до 64 и 27,50 % от 65 и старше. Средний возраст жителя округа 42 лет. На каждые 100 женщин приходится 113,60 мужчин. На каждые 100 женщин старше 18 лет приходится 116,20 мужчин.
Средний доход на домохозяйство в округе составлял 34 368 USD, на семью — 42 043 USD. Среднестатистический заработок мужчины был 30 770 USD против 22 219 USD для женщины. Доход на душу населения составлял 19 430 USD. Около 7,40 % семей и 11,70 % общего населения находились ниже черты бедности, в том числе — 17,30 % молодежи (тех, кому ещё не исполнилось 18 лет) и 10,20 % тех, кому было уже больше 65 лет.